# Audi Quartz

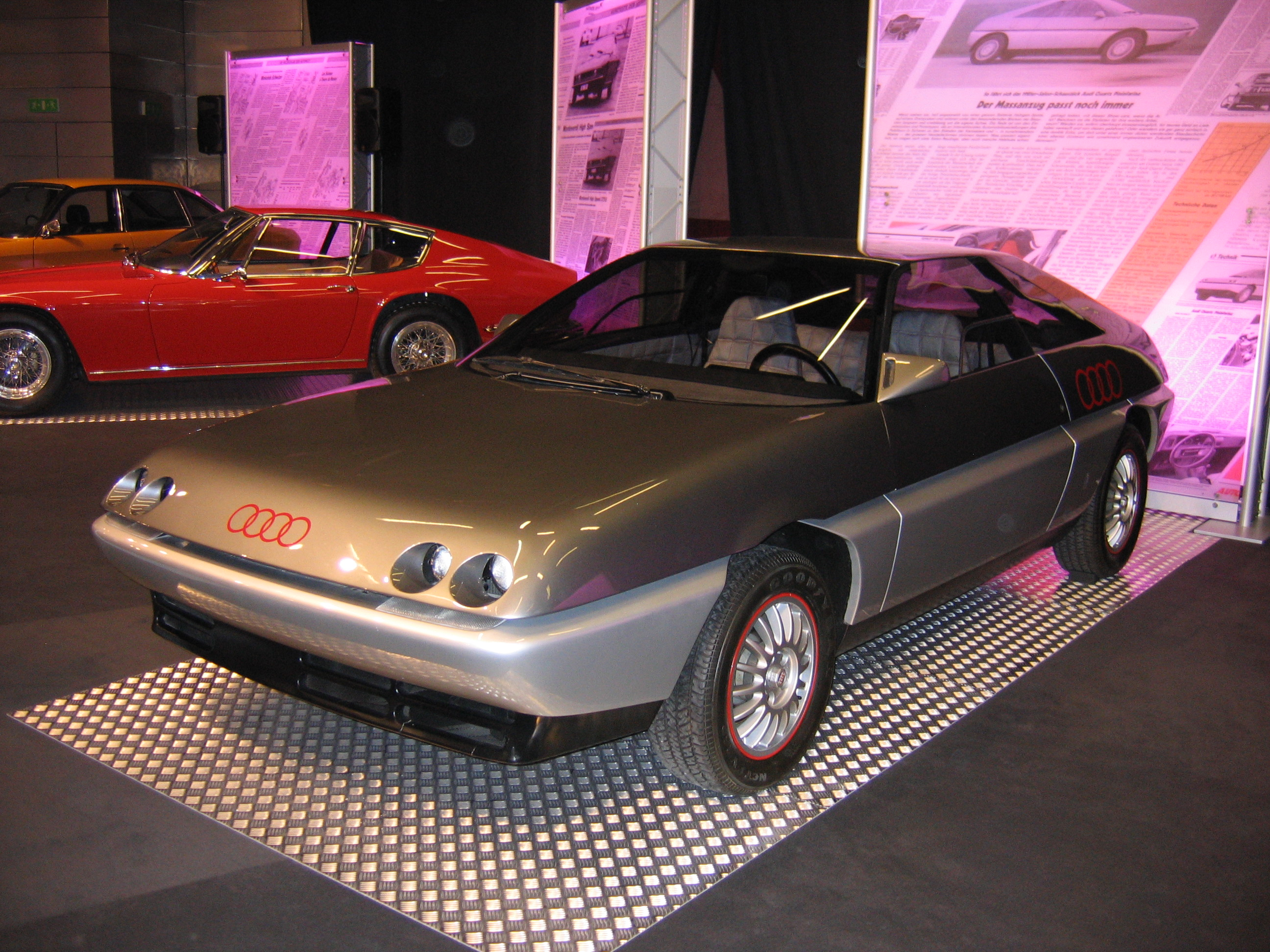
Au salon international de l'automobile de Genève 2006

 (septembre 2016).
Si vous disposez d'ouvrages ou d'articles de référence ou si vous connaissez des sites web de qualité traitant du thème abordé ici, merci de compléter l'article en donnant les références utiles à sa vérifiabilité et en les liant à la section « Notes et références ».
L'Audi Quartz est un concept-car développé en 1980 par Sergio Pininfarina et repris par le constructeur automobile allemand Audi.

## Projet et développent
En 1980, le magazine suisse Automobil Revue célèbre son 75e anniversaire. Sergio Pininfarina, proche du directeur de la publication, décide de créer un concept spécifique pour l'occasion. Il sera baptisé Quartz et repris par Audi.
Lorsque Pininfarina assiste à la présentation de l'Audi Quattro au Salon international de l'automobile de Genève 1980, il comprend que ce serait une base parfaite pour son propre concept. La marque allemande accepte de l'aide et lui fournit gracieusement une voiture sans carrosserie.[réf. nécessaire]
Durant le projet, Audi garde un œil sur la réalisation. Pininfarina conçoit une nouvelle carrosserie en fibre de carbone, 30 centimètres plus courte qu'une Quattro, 90 kilogrammes plus légère et bien plus aérodynamique.
À l'intérieur, Pininfarina imagine également un tout nouveau tableau de bord. Cette Quartz est totalement fonctionnelle et est achetée par Audi qui la présente au Salon de Genève 1981.

## Performances
En 1986, le concept est prêté à Automobil Revue pour des tests. Les essayeurs atteignent 217 km/h en vitesse de pointe avec un 0 à 100 km/h en 7,1 secondes.[réf. nécessaire]